# Eiland van Dordrecht
Auf dem Eiland van Dordrecht (deutsch Insel von Dordrecht) liegt die niederländische Stadt Dordrecht. Das Eiland im Rhein-Maas-Delta liegt in einer ausgedehnten Wasserlandschaft und ist von sechs Flüssen umgeben: dem Rheinarm Beneden-Merwede, Nieuwe Merwede, Hollands Diep, Dordtsche Kil und Oude Maas, darüber hinaus wird es durch den Wasserweg 
Wantij in zwei Teile geteilt. 
Im Norden der Insel verläuft der meist befahrene Wasserweg der Niederlande. Fähren verbinden die Insel mit Zwijndrecht, Papendrecht und Sliedrecht, nach Rotterdam und Gorinchem verkehren „Wasserbusse“. Die Autobahn A16 verläuft über die Insel und führt von der Moerdijkbrug zum Drechttunnel. Eine weitere wichtige Verkehrsader ist die Nationalstraße N3, die von der Papendrechtse brug zum Kiltunnel verläuft, über den es mit der Insel Hoeksche Waard verbunden ist. 
Andere im Rheindelta liegenden Inseln sind Goeree-Overflakkee, Tiengemeten, Voorne-Putten, Rozenburg, IJsselmonde und Hoeksche Waard. Bis 1421 lag Dordrecht an der Küstenlinie von Grote Waard. Während der Sankt-Elisabeth-Flut von 1421, die 50.000 Hektar Land überschwemmte und zahlreiche Dörfer vernichtete, brachen auch die Deiche von Dordrecht und Geertruidenberg, so dass Dordrecht zur Insel wurde. Eingeleitet wurde die Flut nach vielen Regentagen wahrscheinlich durch einen starken Nordweststurm, der eine hohe Sturmflut nach sich zog. Es handelte sich nicht wie 1953 um eine Springflut, aber das nasse Wetter hatte dafür gesorgt, die Flüsse bereits sehr anschwellen zu lassen. Dazu kam, dass im Jahrzehnt vor der Flut schon einige Male Lücken in der Wasserabwehr der Küstenlinie von Grote Waard als der Südkante des heutigen Südholland aufgetreten waren. So konnte die Flut bei dem schon vorhandenen hohen Wasserstand einen großen Meeresarm zwischen Südholland und Zeeland schlagen, wodurch das ganze Gebiet der Grote Waard für lange Zeit verloren gehen und nie wieder in seiner ursprünglichen Form zu sehen sein sollte.
An der Stelle, an der das Wasser am weitesten in das Land vorgedrungen war, im Gebiet hinter Dordrecht, bildete sich ein Binnensee, der wegen seiner Ausdehnung nicht mehr trockenzulegen war. Dort formte sich, zwar nicht an einem Tag wie die Legende es behauptet, sondern über Jahrzehnte der holländische Biesbosch (Binsenwald), der sich zu einem Sumpfgebiet entwickelte, das zum Nationalpark De Biesbosch gehört.